# 细纹龙蜥
细纹龙蜥（学名：Diploderma angustelinea），一种分布于中华人民共和国四川省西南部雅砻江中游干热河谷地区的爬行动物，隶属于鬣蜥科（飞蜥科）龙蜥属。模式产地为四川木里藏族自治县雅砻江镇（原麦地龙乡），以其雄性具有独特细窄的纵纹而得名。
2018年研究人员将原来广义的龙蜥属（Japalura sensu lato）拆分为四个属－ Japalura 、 Diploderma、 Cristidorsa 和 Pseudocalotes，并将 Japalura 的中文属名改为“攀蜥属”，而将“龙蜥属”指代 Diploderma。2020年，部分中国学者建议将 Japalura 的中文名恢复为“龙蜥属”，而将 Diploderma 的中文属名改名为“攀蜥屬”。故在有些资料中，本种也被称为“细纹攀蜥”。然而在中国科学院昆明动物研究所研究人员主编的《中国两栖、爬行动物分类变动汇总》中未接受该建议，仍将 Diploderma 称为“龙蜥属”。

## 形态特征
细纹攀蜥体型中等，雄性吻肛长56.8～60.2毫米，雌性吻肛长59～67.8毫米。

## 保护
本种于2023年被收录入《有重要生态、科学、社会价值的陆生野生动物名录》。